# Burg Raspenbühel
Die Burg Raspenbühel, auch Leimbühel genannt, ist eine abgegangene Höhenburg im Gebiet der Gemeinde Matrei am Brenner im Bezirk Innsbruck-Land von Tirol.

## Geschichte
Diese Burg ist die am weitesten westliche liegende Anlage von den früher in dieser Gegend vorhandenen drei Burgen, zu denen auch die Burg Trautson und die Burg Vogelbühel gehörten.
Die erste schriftliche Nachricht stammt von 1332, damals verkaufte der Edle Heinrich Stöckl von Eben dem Tiroler Landesfürsten Heinrich II. den Burgberg samt dem sich darauf befindlichen Gebäude und einem Baumgarten. Die Stöckl waren Ministeriale der Grafen von Tirol und eine Nebenlinie der Herren von Matrei. Heinrich Stöckl gilt als Erbauer des Turms, der dann an seine Nachkommen vererbt wurde. Das Anwesen war mit einer Burghut verbunden. Nach 1337 erscheint es als Lehen des aus Kärnten stammenden Heinrich Rasp. Dieser war zunächst Richter zu St. Petersberg im Oberinntal und um 1340 wird er Hofmeister der Margarethe Maultasch. Er beteiligte sich 1339 und 1340 an Aufständen gegen den ungeliebten Gemahl der Margarethe, den Johann Heinrich von Luxemburg, und wurde deswegen von dessen Bruder Karl kurzfristig gefangen genommen und seine Güter wurden ihm abgenommen. Bereits 1341 ist es aber wieder Richter im Landgericht Matrei und 1351 wird es Generalhauptmann des Landes Venzon in Friaul. 1353 wurde durch einen Schiedsspruchs Herzog Albrecht II. zwischen Karl IV. und dem Tiroler Landesfürsten Ludwig dem Brandenburger der turnli wieder dem Heinrich Rasp zurückgegeben. Die Berühmtheit des Heinrich Rasp († 1367 oder 1369) brachte es mit sich, dass die Burg und der Hügel in der Folge nach ihm benannt wurde.
1395 verleiht Herzog Leopold IV. dem Hans Trautson den burgpüchel bei Matran genannt des Raspen büchl, der diesen von Gerbirg, Hausfrau des Albrecht von Wehing, erkauft hatte. Damals dürfte sich die Burg aber bereits im Zerfall befunden haben, da in den weiteren Belehnungsurkunden nur mehr von dem Burgbühel, aber nicht mehr von einer Burg gesprochen wurde. Diese Belehnungen wurden bis in das 18. Jahrhundert mit fast gleichlautenden Worten (Raspenbühel, darauf die alte vordere Feste gestanden) wiederholt.
Zwischen 1550 und 1637 wurde der aus Lehmablagerungen bestehende Hügel von der Matreier Familie der Gstirner teilweise abgebaut, weswegen die heute noch verwendete Bezeichnung Leimbühel aufkam.